# Robert Slippens
Robertus Michiel Joseph Lucas Maria Jacobus „Robert“ Slippens (* 3. Mai 1975 in Opmeer) ist ein ehemaliger niederländischer Radrennfahrer und Radsporttrainer.

## Radsportlaufbahn
Robert Slippens begann seine Karriere 1999 bei dem AXA Cycling Team. Bei den UCI-Bahn-Weltmeisterschaften 2004 gewann er mit Danny Stam im Madison die Bronzemedaille, im Scratch sicherte er sich Silber. Ein Jahr später errang er ebenfalls mit Stam bei den UCI-Bahn-Weltmeisterschaften 2005 in Los Angeles die Silbermedaille im Madison. Mit ihm war er auch bei Sechstagerennen sehr erfolgreich. In der Saison 2005/2006 gewannen sie gemeinsam vier Mal, insgesamt gewann sie zusammen elf Sechstagerennen.
Viermal nahm Slippens an Olympischen Spielen teil: 1996 startete er in der Mannschaftsverfolgung (12.), 2000 ebenfalls in der Mannschaftsverfolgung (7.) sowie im Zweier-Mannschaftsfahren (8.), 2004 im Zweier-Mannschaftsfahren (14.) und 2008 nochmals in der Mannschaftsverfolgung (5.).
Bei einem Straßenrennen in Belgien stürzte Slippens am 29. August 2006 schwer. Er erlitt einen dreifachen Schlüsselbeinbruch, brach sich zehn Rippen und zog sich einen Lungenanriß zu. Im darauffolgenden Winter musste er bei den Sechstagerennen aussetzen.

## Trainer
Am 3. Dezember 2008 erklärte Robert Slippens seinen Rücktritt vom Profi-Radsport, da er sich nie vollständig von den Folgen des schweren Sturzes 2006 habe. Anschließend war er bis 2012 Bundestrainer der Ausdauer-Bahnfahrer im niederländischen Radsportverband Koninklijke Nederlandsche Wielren Unie (KNWU). Seitdem ist er als freier Unternehmer und Trainer tätig (Stand 2018). 2018 wurde er in das Präsidium der KNWU berufen.

## Erfolge

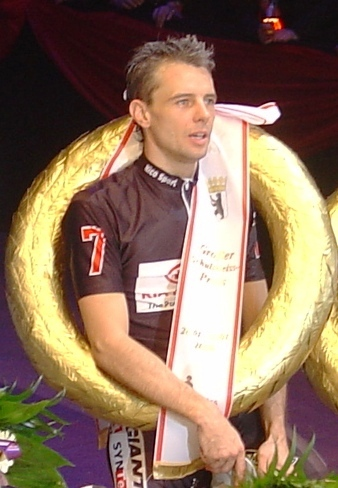
Robert Slippens (Sechstage-Rennen in Berlin 2008)

1996
- Niederländischer Meister – 1000-m-Zeitfahren

1998
- Niederländischer Meister – Einerverfolgung

2000
- Niederländischer Meister – 1000-m-Zeitfahren
- Niederländischer Meister – Einerverfolgung
- Niederländischer Meister – Madison (mit Danny Stam)
- Niederländischer Meister – 50-km-Zeitfahren

2001
- Niederländischer Meister – Einerverfolgung
- Niederländischer Meister – Punktefahren

2002
- Europameister – Madison (mit Danny Stam)
- Weltcup Sydney – Scratch
- Niederländischer Meister – Einerverfolgung

2003
- Weltcup Moskau – Scratch
- Sechstagerennen Bremen (mit Danny Stam)
- Sechstagerennen Amsterdam (mit Danny Stam)

2004
- Weltcup Sydney – Scratch
- Sechstagerennen Amsterdam (mit Danny Stam)
- Sechstagerennen Gent (mit Danny Stam)
- Niederländischer Meister – Madison (mit Danny Stam)

2005
- Sechstagerennen Rotterdam (mit Danny Stam)

2006
- Sechstagerennen Rotterdam (mit Danny Stam)
- Sechstagerennen Bremen (mit Danny Stam)
- Sechstagerennen Berlin (mit Danny Stam)
- Sechstagerennen Kopenhagen (mit Danny Stam)

2008
- Sechstagerennen Amsterdam (mit Danny Stam)
- Sechstagerennen Zuidlaren (mit Danny Stam)

## Teams
- 1999–2000 AXA Cycling Team
- 2001–2002 AXA-VVZ
- 2003–2005 AXA Cycling Team
- 2006–2007 Ubbink-Syntec
- 2008 AA Drink Cycling Team